# Iglesia ortodoxa griega de la Anunciación
La Iglesia ortodoxa griega de la Anunciación (en hebreo: כנסיית גבריאל הקדוש) también conocida como la iglesia de San Gabriel o la iglesia ortodoxa griega de San Gabriel, es una iglesia ortodoxa al este de Nazaret, Israel. Probablemente se estableció por primera vez en la era de la Palestina bizantina, fue reconstruida durante la época de las Cruzadas, y de nuevo en el siglo XVIII bajo el gobierno de Daher el-Omar, el gobernador árabe de Galilea.
Conocida coloquialmente entre los fieles ortodoxos griegos de Galilea como Kniset el-Rum, la Iglesia de los romanos de Oriente en el levantino árabe, la iglesia está situada sobre un manantial subterráneo, que según la creencia ortodoxa oriental es donde la Virgen María estaba sacando agua en el momento de la Anunciación.

## Véase también

Iglesia ortodoxa griega de la Anunciación
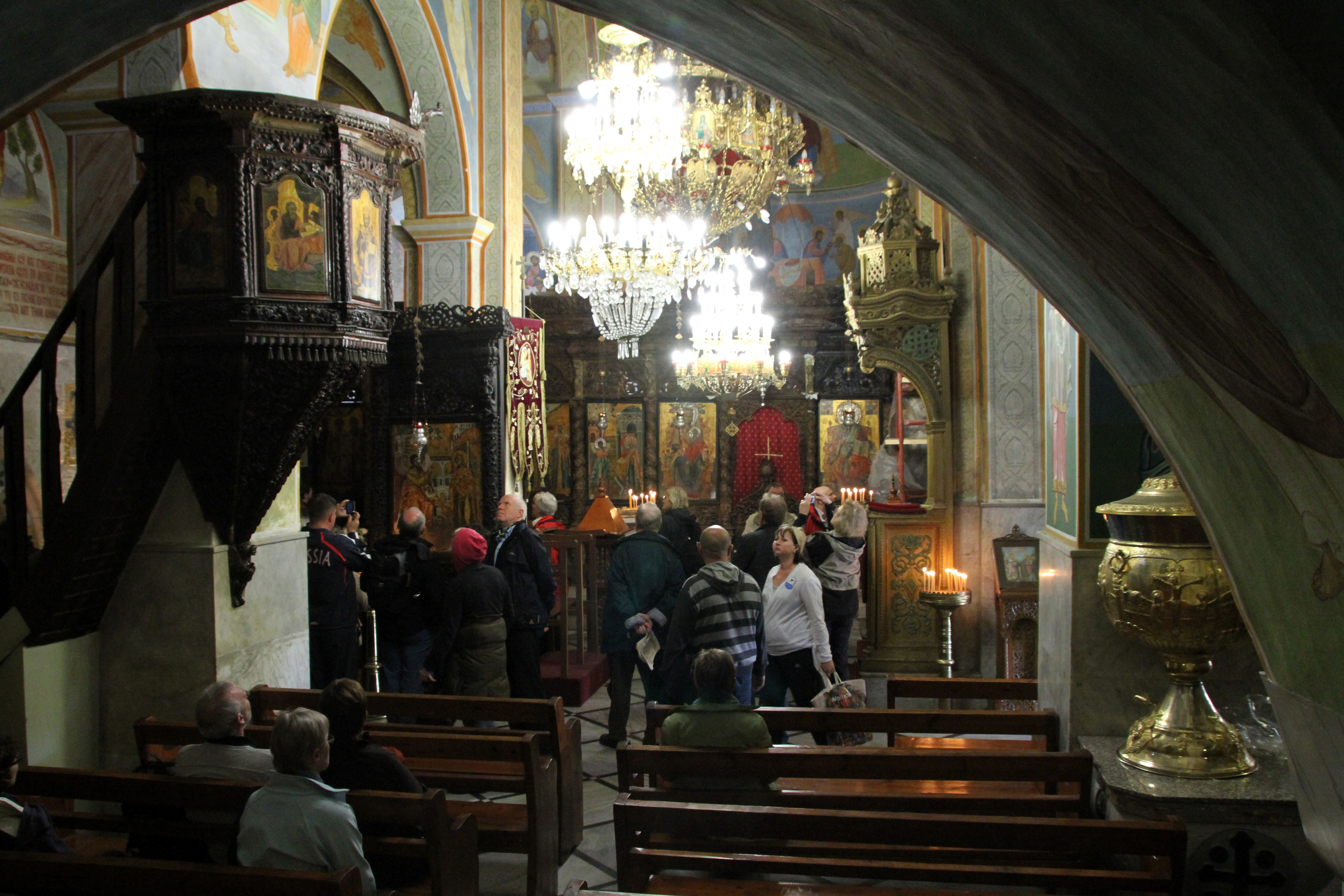
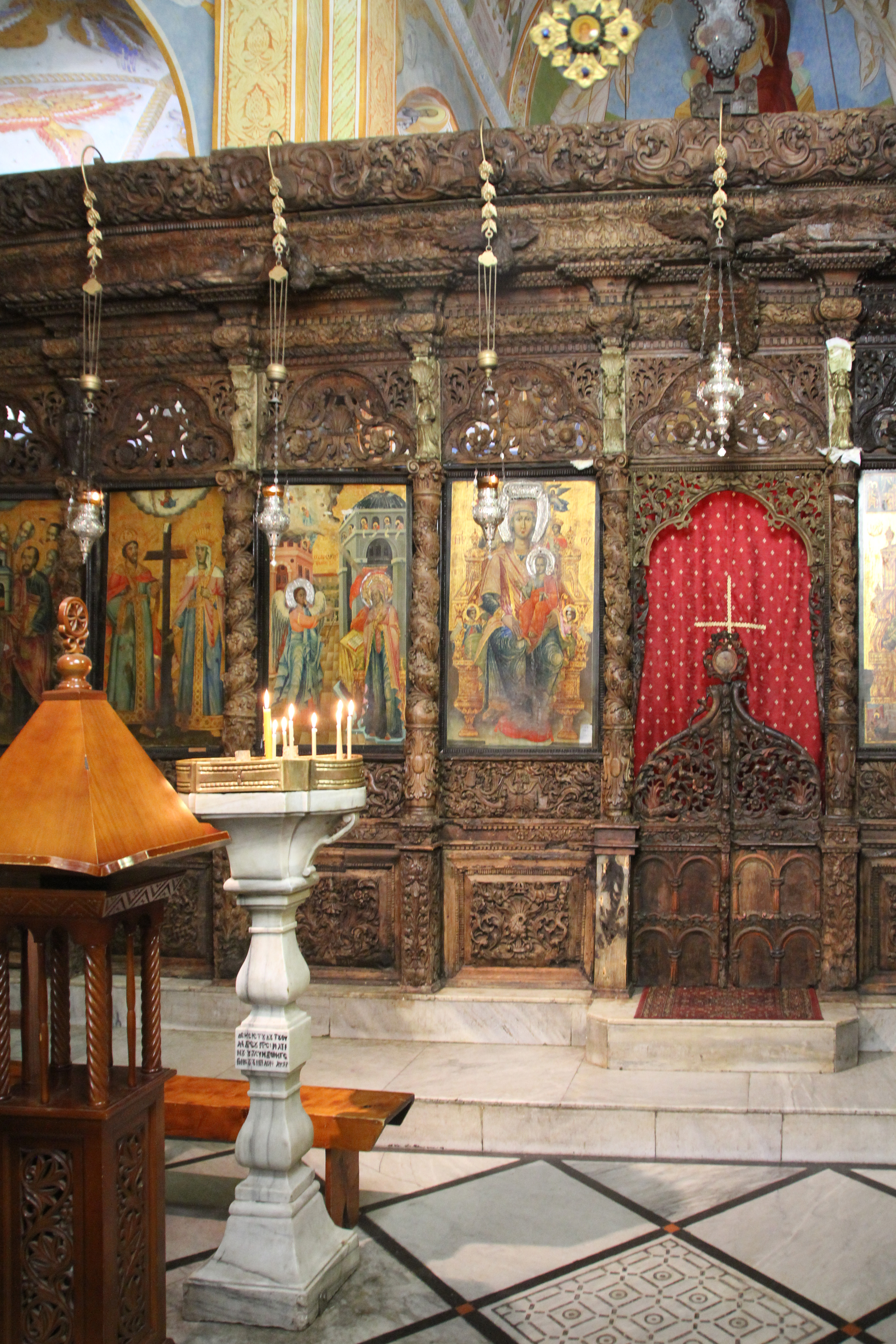
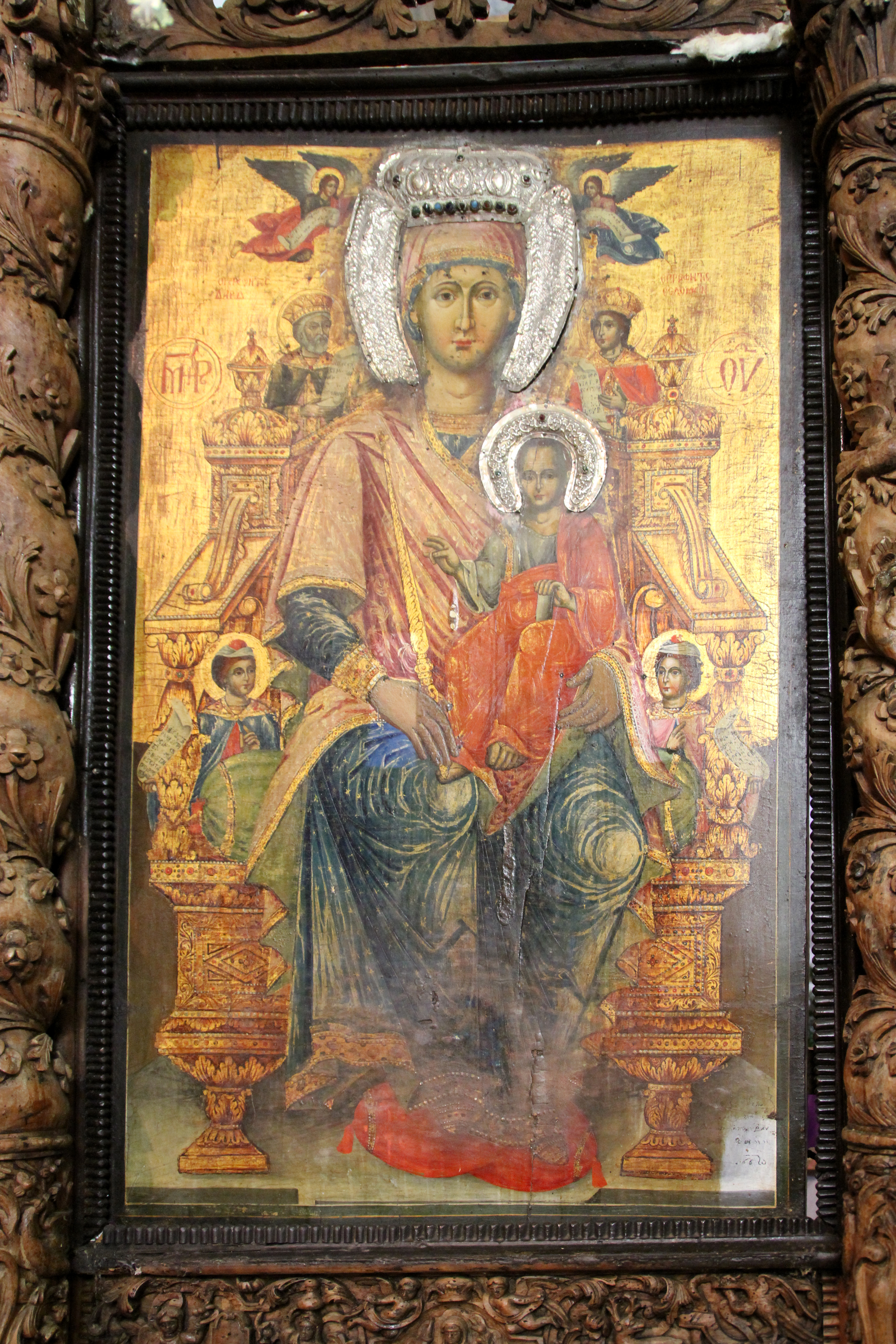
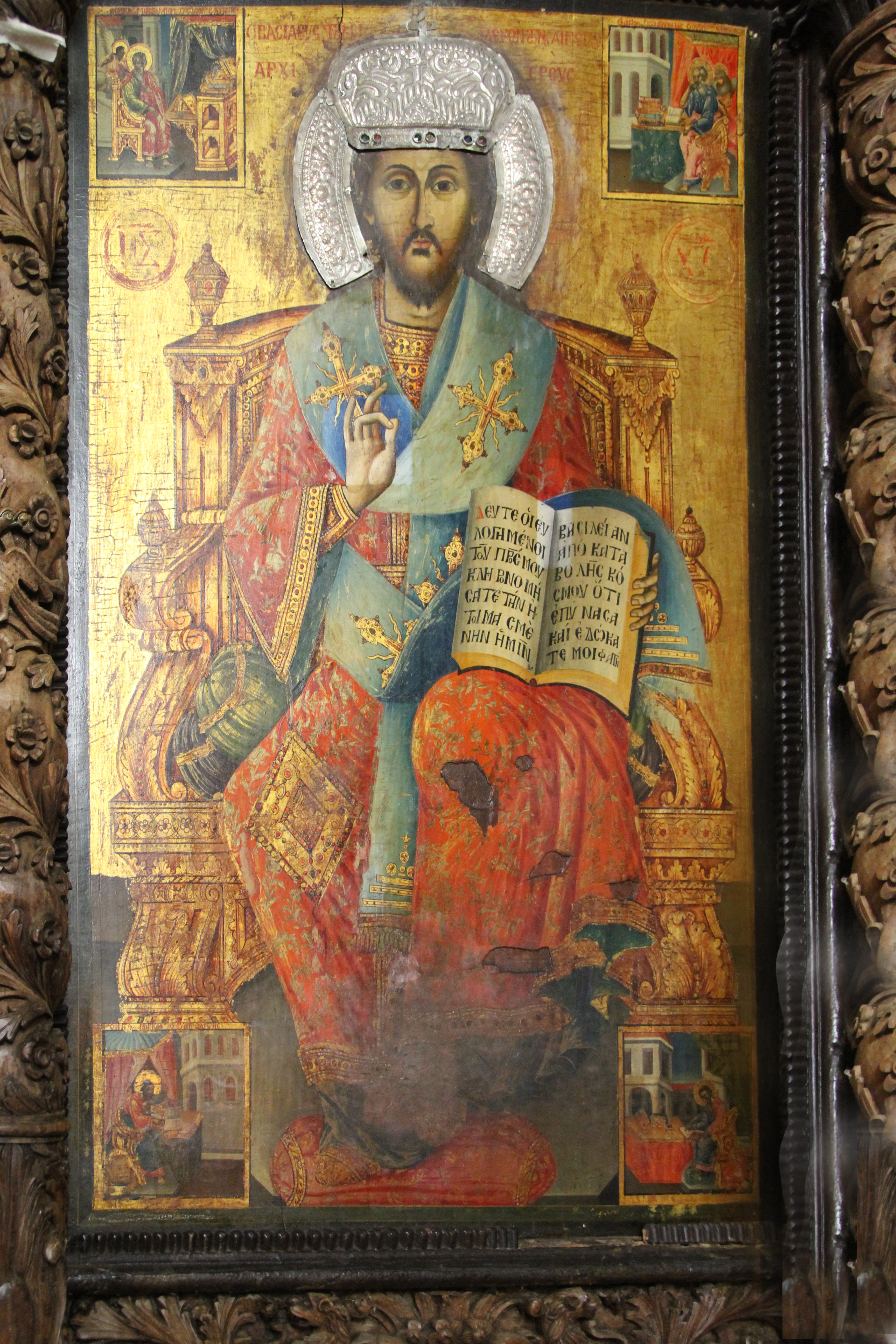
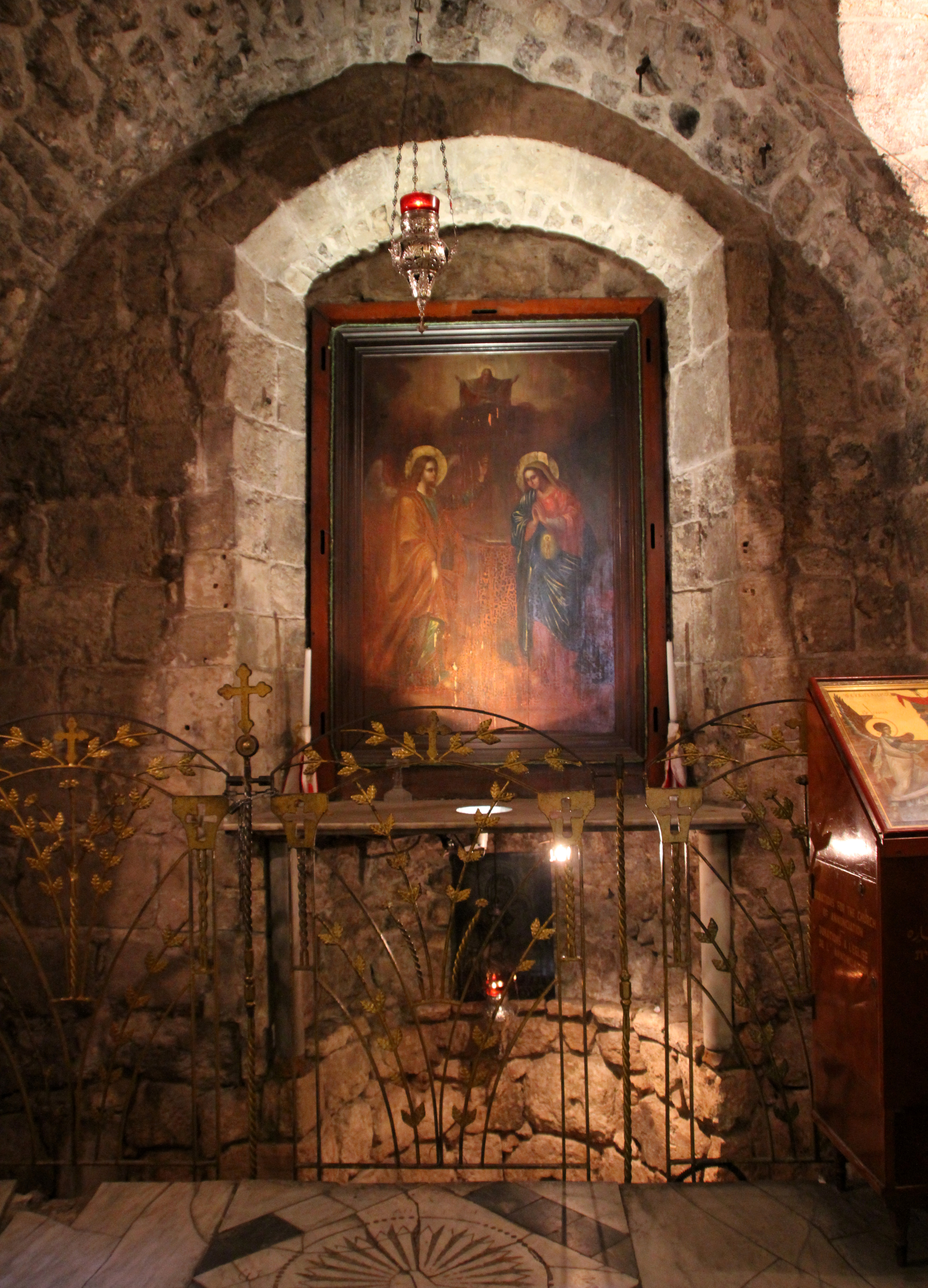